# Henrik Rappe
Henrik Esaias Anton Carl Rappe, född den 22 mars 1837 i Växjö, död där den 14 oktober 1899, var en svensk friherre och militär. Han var dotterson till Esaias Tegnér och son till Carl Rappe
Rappe blev furir vid Norra skånska infanteriregementet 1853. Han blev student vid Lunds universitet 1854 och avlade officersexamen 1855. Rappe blev underlöjtnant vid Norra skånska infanteriregementet 1856 och löjtnant där 1864. Han var kompaniofficer vid Karlberg 1861–1868. Rappe befordrades till kapten 1875, till major vid regementet 1881 och till överstelöjtnant där 1883. Han blev regementsbefälhavare där med chefs makt och myndighet 1887. Rappe var överste och chef för Kronobergs regemente 1889–1898. Han blev riddare av Svärdsorden 1879, kommendör av andra klassen av samma orden 1893 och kommendör av första klassen 1896.